# 1579 Herrick
1579 Herrick (1948 SB) là một tiểu hành tinh nằm phía ngoài của vành đai chính được phát hiện ngày 30 tháng 9 năm 1948 bởi Arend, S. ở Uccle.